# Просяная
Просяна́я (укр. Просяна́) — посёлок, Просянский поселковый совет, Маломихайловкская ОТГ, Синельниковский район, Днепропетровская область, Украина.
Является административным центром Просянского поселкового совета, в который не входят другие населённые пункты.

## Географическое положение
Посёлок городского типа Просяная находится недалеко от истоков реки Чаплино,
примыкает к селу Маломихайловка.

## История
Населённый пункт основан в 1890-х годах. Местные земли славились богатыми урожаями проса (отсюда и название посёлка).
В 1882 году штейгер Медведев произвел геологоразведку, выявившую во многих местах запасы каолинового сырья.
В 1894 году здесь был построен первый в России завод по обогащению каолина, а через три года — небольшой кирпичный завод по выпуску огнеупоров. Широкое развитие, получил он в годы Советской власти.
В 1938 году — присвоено статус посёлок городского типа.
В ходе Великой Отечественной войны в 1941 - 1943 гг. селение находилось под немецкой оккупацией.
В январе 1989 года численность населения составляла 6615 человек.
В марте 1995 года Верховная Рада Украины внесла находившийся в посёлке элеватор в перечень предприятий, приватизация которых запрещена в связи с их общегосударственным значением.
В мае 1995 года Кабинет министров Украины утвердил решение о приватизации находившегося в посёлке АТП-11271.
По состоянию на 1 января 2013 года численность населения составляла 5102 человек.

## Промышленность
- На территории посёлка размещён крупнейший в Европе Просянский каолиновый комбинат.
- ОАО «Просянский горно-обогатительный комбинат».
- ООО «Проскоресурси».
- ЗАО «АО Днепро каолин».
- ООО «Лан».
- ООО «Украина».

## Объекты социальной сферы
- Школа.
- Музыкальная школа.
- Детский сад.
- Поликлиника.
- Дворец культуры.
- Стадион.

## Достопримечательности
В 1965 году в честь воинов-земляков и воинов-освободителей, погибших в годы Великой Отечественной войны, в посёлке установлен памятник, в начале 80-х построен мемориал погибших воинов.

## Транспорт
Железнодорожная станция Просяная на линии Покровск — Чаплино Донецкой железной дороги.
Через посёлок проходят автомобильные дороги Т-0406, Т-0427.

## Известные люди
- Арцебарский Анатолий Павлович (1956) — лётчик-космонавт СССР, лётчик-испытатель, Герой Советского Союза, родился в посёлке Просяная.